# Günther Kummetz
Günther Kummetz (* vor 1905; † 1990) war ein deutscher Eishockey- und Hockeyspieler. Er ist Mitglied der Hockey Hall of Fame Deutschlands.

## Karriere
Günther Kummetz kam als Mitglied des SC Brandenburg 1929 als Spieler zum Einsatz in der Feldhockeynationalmannschaft
und 1930 zum Einsatz in der Eishockeynationalmannschaft bei der Weltmeisterschaft 1930 und gewann mit ihr die Silbermedaille. Als bestes europäisches Team wurde er mit Deutschland zugleich Europameister.
Auf Vereinsebene spielte er 
- im Eishockey für den Berliner SchC, mit dem er 1931 die deutsche Meisterschaft gewann, und dem SC Brandenburg, mit dem er 1934 erneut deutscher Meister wurde
- im Feldhockey neben SC Brandenburg noch für den Berliner HC, mit dem er 1941 und 1942 Deutscher Meister[3] wurde.

Später war er auch als Eishockeyschiedsrichter international im Einsatz.

## Sonstiges
Später wandte er sich dem Pferdesport zu und veröffentlichte zusammen mit Fred Petermann das Buch "75 Jahre Berliner Trabrennsport" (Ffm. Steinkopf., 1953).